# YoungKio
Кайова Рукема (родился 3 декабря 1999, Пюрмеренд, Нидерланды), более известный как YoungKio — нидерландский продюсер и автор песен. Наиболее известен продюсированием песни американского рэпера Lil Nas X «Old Town Road». Он подписан на лейбл Victor Victor Worldwide, Universal Music Publishing Group и Cash Gang. У него суринамские корни.

## Карьера
YoungKio начал выпускать биты в 2016 году. Он работал на FL Studio, которую ему подарил друг. Наибольшее влияние на YoungKio произвели Wheezy и TM88. Позже он заявил: «По-моему, я стал хорош в этом деле довольно быстро». Рукема начал публиковать свои инструменталы на YouTube, один бит стоил 30 долларов. На заработанные деньги он купил годовое членство на платформе BeatStars.
В 2018 году один из битов YoungKio был куплен американским рэпером Lil Nas X для сингла «Old Town Road». Инструментал сэмплировал песню группы Nine Inch Nails «Ghost IV – 34». «Old Town Road» была выпущена 3 декабря 2018 года и приобрела популярность в приложении TikTok. С момента роста популярности песни YoungKio дал интервью журналам Forbes, GQ и другим. Он также прилетал в Лос-Анджелес, чтобы поработать с продюсером CashMoneyAP и сняться в музыкальном клипе на «Old Town Road».

## Дискография продюсирования

### Синглы в чарте
| Название                                                                 | Год  | Высшая позиция в чарте | Высшая позиция в чарте | Высшая позиция в чарте | Высшая позиция в чарте | Высшая позиция в чарте | Высшая позиция в чарте | Высшая позиция в чарте | Высшая позиция в чарте | Высшая позиция в чарте | Высшая позиция в чарте | Сертификация | Альбом             |
| Название                                                                 | Год  | US                     | US R&B/HH              | AUS                    | CAN                    | DEN                    | IRE                    | NOR                    | NZ                     | SWE                    | UK                     | Сертификация | Альбом             |
| ------------------------------------------------------------------------ | ---- | ---------------------- | ---------------------- | ---------------------- | ---------------------- | ---------------------- | ---------------------- | ---------------------- | ---------------------- | ---------------------- | ---------------------- | --- | ------------------ |
| «Old Town Road» (Lil Nas X соло или ремикс при участии Билли Рэй Сайрус) | 2018 | 1                      | 1                      | 1                      | 1                      | 1                      | 1                      | 1                      | 1                      | 2                      | 1                      | - RIAA: 12x платиновый - ARIA: 11x платиновый - BPI: 3x платиновый - GLF: 2x платиновый - IFPI DEN: платиновый - MC: бриллиантовый - RMNZ: 4x платиновый | 7                  |
| «Papi Chulo» (Octavian и Скепта)                                         | 2020 | —                      | —                      | —                      | —                      | —                      | —                      | —                      | —                      | —                      | 37                     | | TBA                |
| «Burn The Hoods» (Ski Mask the Slump God)                                | 2020 | —                      | —                      | —                      | —                      | —                      | —                      | —                      | 24                     | —                      | —                      | | Внеальбомный сингл |

### Другие песни
| Название                | Год  | Исполнитель            | Альбом            |
| ----------------------- | ---- | ---------------------- | ----------------- |
| «Senorita»              | 2019 | Lil Tecca              | We Love You Tecca |
| «Ride Wit Da Fye Pt. 2» | 2019 | Gnar, YBN Nahmir       | Fire Hazard       |
| «R.O.D»                 | 2020 | A Boogie wit da Hoodie | Artist 2.0        |

### Комментарии
1. ↑  «Burn the Hoods» не попала в чарт Billboard Hot 100, но достиг 22 номера в Bubbling Under Hot 100[23].